# Narazyna
Narazyna (łac. narasinum) – organiczny związek chemiczny, antybiotyk jonoforowy z grupy jonoforów karboksylowych, produkowany przez bakterie Streptomyces auriofaciens.